# Elliot Fletcher

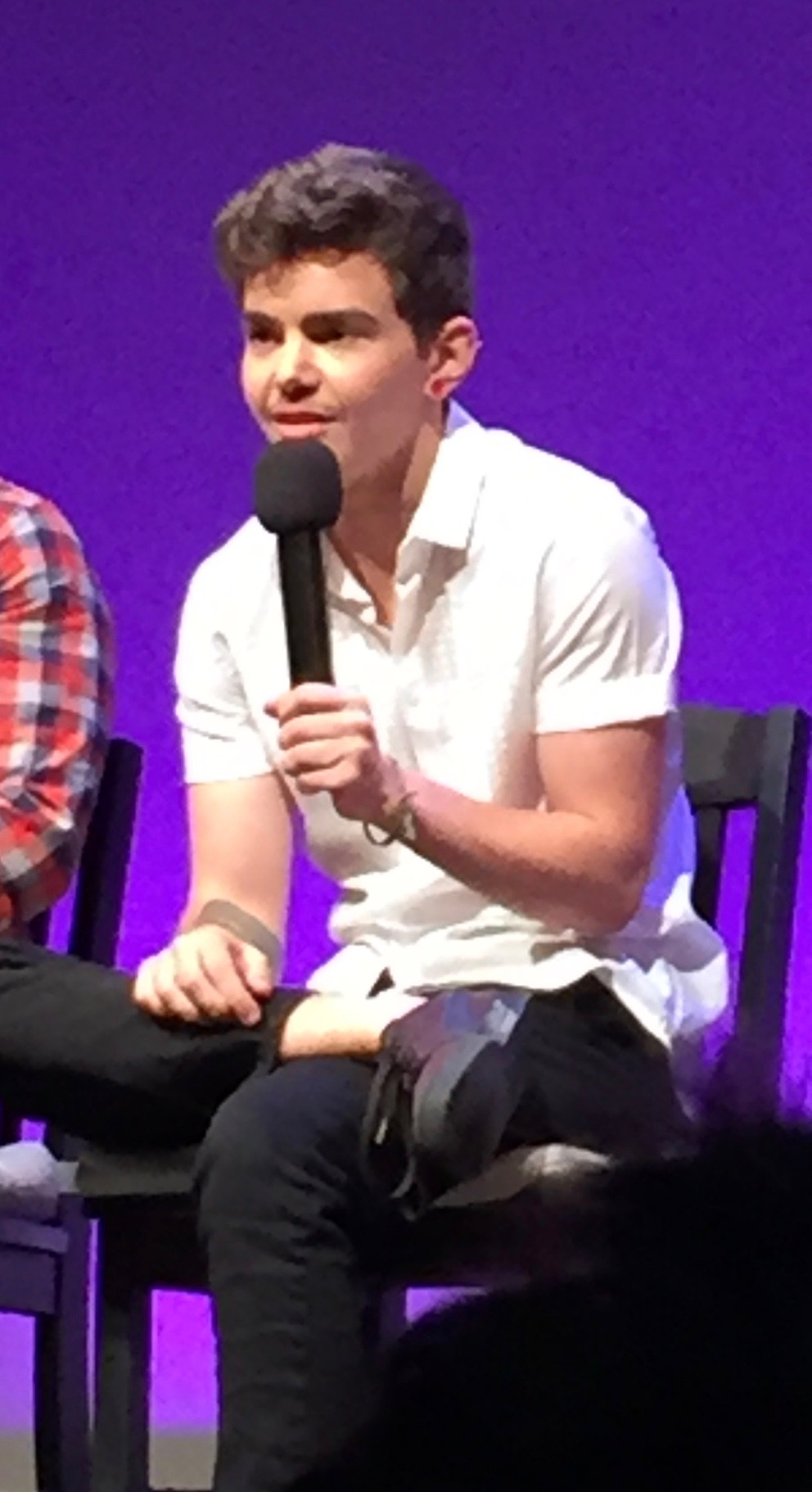
Elliot Fletcher bei einer Podiums-Diskussion in West Hollywood 2016

Elliot Fletcher (geboren am 30. Juni 1996 in Los Angeles) ist ein US-amerikanischer Schauspieler. Bekannt wurde er vor allem durch seine wiederkehrenden Nebenrollen Noah in Faking It, Aaron Baker in The Fosters und Trevor in Shameless.

## Leben
Elliot Fletcher wurde 1996 in Los Angeles geboren, wo er auch aufwuchs. Seine Eltern Julia Fletcher und John DeMita (spielte 1990 die Rolle des Spoon in Final Exterminator von dem Regisseur Ernest Farino) sind beide als Schauspieler tätig und führen zudem Regie, hauptsächlich im Theater-Bereich. Weil er bereits in seiner Kindheit mit der beruflichen Umgebung der beiden in Kontakt kam, beschloss Fletcher, selbst Schauspieler zu werden, und nahm im Alter von zehn Jahren erstmals Schauspielunterricht.
Mit 17 Jahren hatte Fletcher im August 2013 gegenüber seiner Familie sein Coming-out als trans Mann. Seine Eltern waren hiervon nicht wirklich überrascht, da er sich laut seines Vaters bereits in seiner frühen Kindheit maskulin angezogen und verhalten habe. In seiner Jugend verübte Fletcher wegen Mobbings durch Mitschülerinnen an der katholischen Mädchenschule Immaculate Heart High School und mangelnden Verständnisses seines Umfelds gegenüber seiner Geschlechtsidentität zwei Suizid-Versuche. Kurz nach seinem Coming-out unterzog sich Fletcher einer geschlechtsangleichenden Maßnahme, 2014 wurden die Änderungen seines Namens- und Geschlechtseintrags offiziell vor Gericht bestätigt. Fletcher begann nach seinem High-School-Abschluss ein Studium am Sarah Lawrence College in New York City, das er vorzeitig abbrach.

## Karriere
2016 wurde Fletcher nach einem landesweiten Casting in der dritten Staffel von Faking It in der Rolle Noah besetzt. Dieser ist Gitarrist der Band Noah’s Arc und trifft bei einem Musikwettbewerb auf die Hauptfigur Shane (Michael J. Willett). Trotz ihrer anfänglichen Rivalität verliebt sich Shane in Noah, ist aber aufgrund Noahs weiblichen Geburtsgeschlechts von seinen Gefühlen zu ihm verunsichert.
Im April desselben Jahres wurde Fletchers Verpflichtung für The Fosters bekannt gegeben. Er spielte die regelmäßig vorkommende Nebenfigur Aaron Baker, einen Jurastudenten. Dieser freundet sich mit der Hauptfigur Callie Adams Foster (Maia Mitchell) an, mit der er einmal eine spontane Verabredung hatte, was sich später zu einer Liebesbeziehung entwickelt. In dem Handlungsstrang wird auch die trans Identität der Figur behandelt, unter anderem als Aaron nach der Verhaftung bei einem Protest für kurze Zeit ins Gefängnis kommt. Noch bevor er als Aaron engagiert wurde, schlug Fletchers Mutter ihm vor, für die Rolle Cole vorzusprechen, einen Bekannten von Callie, er entschied sich aber dagegen. Als Cole wurde schließlich Tom Phelan verpflichtet, ein Freund von Fletcher.
Fletcher verkörperte von 2016 bis 2018 eine weitere Serienfigur. In Shameless spielte er den LGBT-Aktivisten Trevor, der für eine Organisation tätig ist, die junge queere Obdachlose und Ausreißer unterstützt. Er trifft auf die Hauptfigur Ian Gallagher (Cameron Monaghan), der seinen Aktivismus verfolgt und sich schließlich selbst für die LGBT-Gemeinschaft engagiert. Ian und Trevor fangen miteinander eine Beziehung an, die auf die Probe gestellt wird, als Ian auf seinen Ex-Freund Mickey Milkovich (Noel Fisher) trifft.
2017 war Fletcher gemeinsam mit anderen trans Darstellenden wie Trace Lysette in einem von der Schauspielerin Jen Richards erdachten und unter anderem von der Gay and Lesbian Alliance Against Defamation produzierten Video zu sehen. In diesem forderten sie Studio-Verantwortliche und Filmproduzenten in Hollywood auf, die Anzahl der Filme mit trans Figuren zu erhöhen beziehungsweise trans Personen allgemein öfters für große Produktionen zu verpflichten, weil durch die erhöhte Sichtbarkeit das Thema trans Identität in der Öffentlichkeit mehr diskutiert werden würde; so ließe sich auch die gesellschaftliche Situation von trans Personen, die oft Angriffen ausgesetzt seien, verbessern. Im selben Jahr befand sich Fletcher unter den Forbes 30 Under 30, weil er als trans Darsteller regelmäßig in bekannten Fernsehserien vorkomme, in denen laut Forbes 99 Prozent alle Figuren von cisgender Personen gespielt werden.

## Filmografie
- 2006: Tekkon Kinkreet (Animefilm, Sprechrolle englische Fassung)
- 2016: Faking It (Fernsehserie, fünf Episoden)
- 2016–2018: The Fosters (Fernsehserie, 24 Episoden)
- 2016–2018: Shameless (Fernsehserie, 18 Episoden)
- 2017: The Station (Kurzfilm)
- 2018: Brother X (Kurzfilm)
- 2019: Adam Ruins Everything (Fernsehserie, Episode 3x8)
- 2019: Marvel’s Runaways (Fernsehserie, Episode 3x6)
- 2020: Disclosure: Hollywoods Bild von Transgender (Disclosure: Trans Lives on Screen, Dokumentarfilm, Interviewpartner)
- 2020: Visible: LGBTQ on Television (Dokumentar-Fernsehserie, Episode 1x05, Interviewpartner)
- seit 2021: Tell Me Your Secrets (Fernsehserie)
- 2021: Y: The Last Man (Fernsehserie, zehn Episoden)
- 2022: Drifting Home (Animefilm, Sprechrolle englische Fassung)
- 2022: The Sex Lives of College Girls (Fernsehserie, Episode 2x9)